# Liste des rues de Bruxelles-ville
Ci-dessous, la liste des rues de la commune centrale de Bruxelles, section Bruxelles (ayant comme codes postaux 1000, 1040, 1050 ou 1060), comprenant les rues situées dans le pentagone (délimité par la petite ceinture) et celles situées hors pentagone,.
Pour les autres sections de la ville de Bruxelles, voir :
- Liste des rues de Laeken pour la section de Laeken (codes postaux 1020, 1030 et 1000)
- Liste des rues de Neder-over-Heembeek pour la section de Neder-over-Heembeel (code postal 1120)
- Liste des rues de Haren pour le la section de Haren (code postal 1130)

## A
- boulevard de l'Abattoir
- rue de l'Abattoir
- rue de l'Abbaye
- rue de l'Abdication (hors Pentagone)
- rue de l'Abricotier
- rue d'Accolay
- place de l'Albertine
- rue des Alexiens
- rue Ernest Allard
- rue d'Alost
- square Ambiorix (hors pentagone)
- rue de l'Amigo
- rue d'Anderlecht
- place Anneessens
- rue Anneessens
- boulevard Anspach
- avenue Antoine Depage (hors pentagone)
- boulevard d'Anvers
- chaussée d'Anvers (hors pentagone)
- rue de l'Arbre
- rue Archimède (hors pentagone)
- rue d'Ardenne (hors pentagone)
- rue d'Arenberg
- rue d'Argent
- rue d'Arlon (hors pentagone) (aussi Etterbeek et Ixelles)
- place des Armateurs (hors pentagone)
- rue d'Artois
- avenue des Arts (aussi Saint-Josse-ten-Noode)
- rue d'Assaut
- rue de l'Association
- rue de l'Aurore (hors pentagone)

## B
- rue du Bailli (hors pentagone)
- rue du Beau Site (hors pentagone)
- rue de Barchon
- rue Baron Horta
- quai aux Barques
- place des Barricades
- boulevard Barthélémy
- rue Frédéric Basse
- rue du Baudet
- rue du Beffroi (hors pentagone)
- place du Béguinage
- rue du Béguinage
- rue de Belle-Vue (hors pentagone) (aussi Ixelles)
- rue Belliard (hors pentagone)
- rue du Berceau (hors pentagone)
- boulevard de Berlaimont
- rue Berkendael
- rue de la Besace (hors pentagone)
- rue au Beurre
- petite rue au Beurre
- rue Henri Beyaert
- boulevard Bischoffsheim
- rue Blaes
- square des Blindés
- rue Bodeghem
- rue Bodenbroek
- rue des Bogards
- quai au Bois à Brûler
- quai au bois de Construction
- rue du Bois Sauvage
- square du Bois
- rue des Boîteux
- boulevard Simon Bolivar (hors pentagone) (aussi Schaerbeek)
- rue du Bon Secours
- rue de la Bonté (hors pentagone) (aussi Saint-Gilles)
- rue Bordiau (hors pentagone)
- impasse du Borgendael
- Borgval
- rue des Bouchers
- petite rue des Bouchers
- rue du boulet
- impasse de la Bouquetière
- place de la Bourse
- avenue de la Brabançonne (hors pentagone) (aussi Schaerbeek)
- rue de la Braie
- rue des Brasseurs
- rue Brederode
- rue Breughel
- square Pierre Breughel l'Ancien
- rue Breydel (hors pentagone)
- petite rue des Brigittines
- quai aux Briques
- rue de la Buanderie
- rue des Buissons (hors pentagone) (aussi Ixelles)
- rue Charles Buls

## C
- impasse des Cadeaux
- rue Calvin (hors pentagone)
- boulevard de la Cambre (hors pentagone) (aussi Ixelles)
- rue Camusel
- rue du Canal
- rue du Canon
- Cantersteen
- rue des Capucins
- rue du Cardinal (hors pentagone) (aussi Saint-Josse-ten-Noode)
- rue du Carrousel (hors pentagone)
- rue de la Caserne
- rue Chair et pain
- rue Philippe de Champagne
- rue du Champ de Mars (hors pentagone) (aussi Ixelles)
- rue de la Chancellerie
- rue des Chandeliers
- quai du Chantier
- rue des Chapeliers
- boulevard Charlemagne (hors pentagone)
- rue Charles Martel (hors pentagone)
- rue Charles-Quint (hors pentagone)
- rue des Chartreux
- rue du Chasseur
- rue du Châtelain (hors pentagone) (aussi Ixelles)
- rue de la Chaufferette
- quai à la Chaux
- rue du Chêne
- rue du Chevreuil
- rue du Chien Marin
- rue aux Choux
- rue Christine
- rue de la Cigogne
- rue du Cirque
- rue Émile Claus (hors pentagone) (aussi Ixelles)
- rue de la clé
- allée du Cloître
- boulevard Clovis (hors pentagone)
- avenue des Coccinelles (hors pentagone) (aussi Watermael-Boitsfort)
- rue de la Colline
- rue du Colombier
- rue des Colonies
- rue des Comédiens
- rue des Commerçants
- rue du Commerce (hors pentagone)
- quai du Commerce
- rue de la Concorde (hors pentagone) (aussi Ixelles)
- rue des Confédérés (hors pentagone)
- avenue du Congo (hors pentagone) (aussi Ixelles)
- place du Congrès
- avenue de Cortenbergh
- rue Coppens
- Coudenberg
- avenue des Courses (hors pentagone) (aussi Ixelles)
- rue de la Croix (hors pentagone)
- rue de la Croix de Fer
- rue Cuerens
- rue des Cultes
- rue de Cureghem
- rue du Cyprès
- impasse de la Cuve

## D
- rue du Dam
- rue du Damier
- rue Antoine Dansaert
- rue Dautzenberg (hors pentagone)
- rue Leonardo Da Vinci (hors pentagone)
- place de Brouckère
- rue De Crayer (hors pentagone)
- rue Defacqz (hors pentagone) (aussi Ixelles et Saint-Gilles)
- rue de Hornes (hors pentagone)
- rue Jacques de Lalaing (hors pentagone)
- rue Paul Delvaux
- Square de Meeûs (hors pentagone)  square partagé avec Ixelles
- avenue Antoine Depage
- rue Destouvelles (aussi Schaerbeek)
- square Jules de Trooz (hors pentagone)
- rue de Dinant
- rue des Deux Églises (hors pentagone) (aussi Saint-Josse-ten-Noode)
- boulevard de Dixmude
- rue des Dominicains
- Impasse du Dragon
- rue Ducale
- rue Dumonceau
- rue Joseph Dupont
- avenue Émile Duray (hors pentagone)
- rue Dusquenoy

## E
- rue des Éburons (hors pentagone) (aussi Saint-Josse-ten-Noode)
- rue des Échelles
- rue de l'Éclipse
- rue de l'Économie
- rue de l'Écuelle (hors pentagone)
- rue de l'Écuyer
- rue d'Egmont (hors pentagone)
- boulevard de l'Empereur
- rue de l'Enseignement
- rue de l'Épargne
- rue de l'Épée
- rue des Éperonniers
- rue de l'Escalier
- rue de l'Esplanade (hors pentagone) (aussi Saint-Gilles)
- rue de l'Étendard
- rue de l'Étuve
- carrefour de l'Europe
- rue de l'Évêque
- rue Evers

## F
- rue des Fabriques
- rue du Faubourg (hors pentagone)
- rue du Faucon
- rue de la Fiancée
- rue du Finistère
- rue de Flandre
- rue des Fleuristes
- rue aux Fleurs
- rue de Florence (hors pentagone) (aussi Ixelles et Saint-Gilles)
- quai au Foin
- place Fontainas
- rue de la Fontaine
- avenue de la Forêt (hors pentagone) (aussi Ixelles)
- rue de la Forêt d'Houthulst
- rue du Fossé aux Loups
- rue des Foulons
- rue de la Fourche
- rue Franklin (hors pentagone)
- rue Frère-Orban (hors pentagone)
- rue des Fripiers
- rue Froebel
- rue Froissart (hors pentagone) (aussi Etterebeek)
- rue Fulton (hors pentagone)

## G
- place des Gueux (hors pentagone)
- rue de la Gouttière
- rue du Gouvernement provisoire
- rue du Grand Cerf
- rue du Grand Hospice
- place du Grand Sablon
- rue de la Grande Île
- rue des grands Carmes
- rue de Gravelines (hors pentagone)
- rue Grétry
- impasse du Gril
- rue de la Grosse Tour (hors pentagone) (aussi Ixelles)
- rue des Guildes (hors pentagone) (aussi Saint-Josse-ten-Noode)
- square Gutenberg

## H
- rue des Halles
- rue Charles Hanssens
- rue des Harengs
- rue de l'Harmonie (hors pentagone)
- rue Haute
- rue de l'Hectolitre
- avenue Paul Héger (hors pentagone)
- rue Héger-Bordet
- rue Héris
- avenue de l'Héliport (hors pentagone) (aussi Schaerbeek)
- rue des Hirondelles
- rue Hobbema (hors pentagone)
- rue de l'Homme-Chrétien
- rue de l'Hôpital
- rue du Houblon
- quai à la Houille
- impasse aux Huîtres

## I
- boulevard de l'Impératrice
- rue de l'Infirmerie
- rue de l'Inquisition (hors pentagone)

## J
- place Jean Jacobs
- boulevard Émile Jacqmain
- place du Jardin aux Fleurs
- boulevard du Jardin Botanique
- rue du Jardin des Olives
- rue du Jardin Rompu
- rue Jean de Brouchoven de Bergeyck
- avenue Jeanne (hors pentagone) (aussi Ixelles)
- rue Jenneval (hors pentagone)
- place du Jeu de Balle
- rue Jordaens (hors pentagone)
- rue Joseph II (hors pentagone)
- place de la Justice

## K
- rue Kindermans (hors pentagone) (aussi Ixelles)

## L
- rue du Lac (hors pentagone)
- rue Lacaille (Bruxelles)
- rue de Laeken
- chaussée de La Hulpe (hors pentagone) (aussi Watermael-Boitsfort et Uccle)
- rue aux Laines
- boulevard Lambermont
- rue Paul Lauters (hors pentagone)
- rue du Lavoir
- rue Lebeau
- rue Le Corrège(hors pentagone)
- avenue Legrand (hors pentagone) (aussi Ixelles)
- boulevard Maurice Lemonnier
- rue de Lenglentier
- rue Lens (hors pentagone) (aussi Ixelles)
- rue Léopold
- rue Léon Lepage
- rue Le Tintoret (hors pentagone)
- rue Le Titien (hors pentagone)
- rue Leys (hors pentagone)
- place de la Liberté
- rue de Ligne
- avenue Livingstone (hors pentagone)
- rue de Livourne (hors pentagone) (aussi Ixelles et Saint-Gilles))
- rue Locquenghien
- rue de la Loi
- rue du Lombard
- rue de la Longue Haie (hors pentagone) (aussi Ixelles)
- avenue Louise
- place Louise (hors pentagone) (aussi Saint-Gilles)
- chaussée de Louvain (hors pentagone) (aussi Schaerbeek, Evere, Woluwe-Saint-Lambert et Saint-Josse-ten-Noode)
- rue Luther (hors pentagone)
- rue du Luxembourg (hors pentagone) (aussi Ixelles)

## M
- rue de la Madeleine
- avenue du Maelbeek (hors pentagone) (aussi Etterebeek)
- rue de Malines
- rue du Marais
- rue du Marché au Charbon
- rue du Marché aux Fromages
- rue du Marché aux Herbes
- rue du Marché aux Peaux
- rue du Marché aux Porcs
- rue du Marché aux Poulets
- rue Marcq
- square Marguerite (hors pentagone)
- rue Marie de Bourgogne (hors pentagone) (aussi Ixelles)
- square Marie-Louise (hors pentagone)
- rue Marie-Thérèse (hors pentagone) (aussi Saint-Josse-ten-Noode
- avenue Marnix (hors pentagone) (aussi Ixelles)
- rue du Marronnier
- rue du Marteau (hors pentagone) (aussi Saint-josse-ten-Noode)
- place des Martyrs
- rue Masui (hors pentagone) (aussi Schaerbeek)
- rue Henri Maus
- boulevard Adolphe Max
- rue Melsens
- rue des Ménages
- rue Mercelis (hors pentagone) (aussi Ixelles)
- rue Michel Ange (hors pentagone)
- boulevard du Midi
- rue du Midi (Bruxelles)
- rue des Minimes
- petite rue des Minimes
- rue du Miroir
- rue des Moineaux
- rue du Monastère (hors pentagone) (aussi Ixelles)
- rue du Moniteur
- place de la Monnaie
- Mont des Arts
- rue de la Montagne
- rue Montagne aux Herbes Potagères
- rue Montagne de la Cour
- rue Montagne du Parc
- rue Montoyer (hors pentagone) (aussi Ixelles)
- rue de Montserrat
- rue des Moucherons
- rue Murillo (hors pentagone)
- place du Musée
- rue du Musée

## N
- rue de Namur
- rue de Nancy
- rue François-Joseph Navez (aussi Schaerbeek)
- rue Neuve
- boulevard du Neuvième de Ligne
- rue Newton (hors pentagone)
- rue Nicolay (hors pentagone)
- boulevard de Nieuport
- place de Ninove
- rue du Nom de Jésus
- passage du Nord
- rue du Nord
- petite rue du Nord
- rue Notre-Dame du Sommeil
- rue Notre-Seigneur
- place du Nouveau Marché aux Grains
- rue du Noyer (aussi Schaerbeek)

## O
- rue des Œillets
- rue d'Ophem
- rue Ortelius (hors pentagone)
- rue Auguste Orts
- avenue de l'Orée

## P
- boulevard Pacheco
- rue de la Pacification (hors pentagone) (aussi Saint-Josse-ten-Noode)
- rue de la Paille
- place des Palais
- rue des Palais (aussi Schaerbeek)
- rue de la pagne
- avenue Palmerston (hors pentagone)
- impasse du Papier (disparue)
- rue de Paris (hors pentagone) (aussi Ixelles)
- rue du Parlement
- rue de Passchendaele
- rue des Patriottes (hors pentagone)
- avenue Paul Héger (hors pentagone)
- rue du Pavillon (aussi Schaerbeek)
- rue du Pays de Liège
- rue du Pélican (Bruxelles)
- quai des Péniches (hors pentagone)
- rue du Pépin
- rue de la Pépinière
- rue du Persil
- rue du Petit Rempart
- place du Petit Sablon
- rue des Petits Carmes
- rue du Peuple (hors pentagone)
- rue du Peuplier
- rue de la Philanthropie
- rue Philippe le Bon (hors pentagone)
- rue Picard (hors pentagone) (aussi Molenbeek-Saint-Jean)
- rue Pieremans
- rue des Pierres
- quai aux pierres de Taille
- rue des Pigeons
- Plattesteen
- rue Plétinckx
- rue de la Plume
- place Poelaert
- rue du Poinçon
- rue des Poissonniers
- impasse du Poivre
- rue du Poivre
- rue du Pont de l'Avenue (hors pentagone)
- rue du Pont de la Carpe
- rue du Pont Neuf
- avenue du Port (hors pentagone) (aussi Molenbeek-Saint-Jean)
- rue de la Porte Rouge
- rue de la Poudrière
- impasse de la Poupée
- rue du Président (hors pentagone) (aussi Ixelles)
- rue de la Presse
- rue des Prêtres
- rue de la Prévoyance
- rue des Princes

## R
- rue des Rameurs (hors pentagone)
- rue de la Rasière
- galerie Ravenstein
- rue Ravenstein
- rue des Régates (hors pentagone)
- rue de la Régence
- boulevard du Régent
- avenue de la Reine (aussi Schaerbeek et Laeken)
- rue de la Reinette
- rue du Remblai
- rue Rembrandt (hors pentagone)
- rue du Remorqueur (hors pentagone)
- rue du Rempart des Moines ou rue Rempart-des-Moines[4]
- avenue de la Renaissance (hors pentagone)
- rue des Renards
- rue de la Révolution
- rue des Riches Claires
- rue Rogier (hors pentagone)(aussi Schaerbeek)
- boulevard du Roi Albert II (hors pentagone) (aussi Saint-Josse-ten-Noode et Schaerbeek)
- rue Rollebeek
- avenue Franklin Roosevelt (hors pentagone)
- rue des Roses
- rue de la Roue
- rue du Rouleau
- place Rouppe
- rue Rouppe
- place Royale
- rue Royale (aussi Saint-Josse-ten-Noode et Schaerbeek)
- rue de Ruysbroeck

## S
- rue des Sables
- rue de la Sablonnière
- rue des Sablons
- rue Saint-André
- rue Saint-Christophe
- rue Saint Michel
- place Saint-Géry
- rue Saint-Géry
- rue Saint-Ghislain
- impasse Saint-Jacques
- place Saint-Jean
- rue Saint-Jean
- rue Saint-Jean Népomucène
- rue Saint-Laurent
- rue Saint-Michel
- impasse Saint-Nicolas
- rue Saint-Pierre
- rue Saint-Quentin (hors pentagone)
- rue Saint-Roch
- rue Sainte-Anne
- place Sainte-Catherine
- rue Sainte-Catherine
- parvis Sainte-Gudule
- place Sainte-Gudule
- impasse Sainte-Pétronille (jadis: impasse des Roses)
- rue Sallaert
- rue de la Samaritaine
- place du Samedi
- avenue de la Sapinière (en bois de la Cambre)
- avenue des Scarabées (hors pentagone) (aussi Ixelles)
- impasse Schuddeveld
- rond-point Robert Schuman (hors pentagone)
- rue de la Senne
- rue de la Serrure
- rue Simons (hors pentagone)
- rue des Six Jetons
- rue des Six jeunes Hommes
- rue de Soignies
- rue Souveraine (hors pentagone) (aussi Ixelles)
- rue Paul Spaak (hors pentagone) (aussi Ixelles)
- rue de Spa (hors pentagone) (aussi Saint-Josse-ten-Noode)
- avenue de Stalingrad
- place Stéphanie (hors pentagone) (aussi Ixelles)
- rue Joseph Stevens
- rue Stephenson (aussi Schaerbeek)
- rue Stevin (hors pentagone)
- place Surlet de Chokier

## T
- rue de Tabora
- rue du Taciturne (hors pentagone)
- rue des Tanneurs
- rue des Teinturiers
- rue du Temple (Bruxelles)
- rue Terre-Neuve
- rue de la Tête d'Or
- rue Thérésienne
- rue t’Kint
- rue du Tocsin (hors pentagone)
- avenue de la Toison d'Or (hors pentagone) (aussi Ixelles et Saint-Gilles)
- rue de Tournai
- Treurenberg
- rue de Trèves (hors pentagone) (aussi Etterbeek et Ixelles)
- rue de la Tribune
- rue t’Serclaes
- place du Trône
- rue du Trône (hors pentagone) (aussi Ixelles

## U
- rue des Ursulines
- quai des Usines (hors pentagone)

## V
- rue de la vallée (hors Pentagone) (aussi Ixelles)
- impasse du Val des Roses
- rue Van Artevelde
- rue Van Campenhout (hors pentagone)
- rue Vandenbranden
- rue Vander Elst
- rue Vanderhaegen
- rue Vandermeulen
- rue Roger Van der Weyden
- rue van Eyck (hors pentagone) (aussi Ixelles)
- rue Van Gaver
- rue Van Helmont
- impasse Vanhoeter
- rue Van Moer
- rue Van Orley
- rue Van Ostade (hors pentagone)
- rue de la Vanne (hors pentagone) (aussi Ixelles)
- rue Jules Van Praet
- rue Vautier (hors pentagone) (aussi Ixelles)
- rue du Vautour
- rue Véronèse (Bruxelles) (hors pentagone)
- allée Verte[pas clair] (hors pentagone)
- rue de Verviers (hors pentagone) (aussi Saint-Josse-ten-Noode)
- place de la Vieille Halle aux Blés
- rue de la Vierge Noire
- rue des Vierges
- rue du Vieux Marché aux Grains
- rue Villa Hermosa
- rue Vilain XIIII (hors pentagone) (aussi Ixelles)
- rue de Villers
- rue de la Violette
- petite rue de la Violette

## W
- place Wappers (hors pentagone) (aussi Schaerbeek)
- rue Wappers (hors pentagone)
- boulevard de Waterloo
- rue Watteau
- rue Wiertz (hors pentagone) (aussi Ixelles)
- rue Willems (hors pentagone) (aussi Saint-Josse-ten-Noode)
- rue John Waterloo Wilson (hors pentagone)
- quai de Willebroeck (hors pentagone)
- rue de Witte de Haelen
- rue de Woeringen
- rue de Wynants

## Y
- boulevard d'Ypres
- place de l'Yser

## Z
- rue Zinner

- Haut – A
- B
- C
- D
- E
- F
- G
- H
- I
- J
- K
- L
- M
- N
- O
- P
- Q
- R
- S
- T
- U
- V
- W
- X
- Y
- Z